# HC Zalău
HC Zalău – rumuński klub piłki ręcznej kobiet powstały w 1978 w Zalău. Obecnie występuje w rozgrywkach Liga Națională.

## Osiągnięcia
Puchar EHF:
- 2012

Mistrzostwa Rumunii:
- 2001, 2004, 2005
- 1994, 1996, 1997, 1998, 1999, 2000, 2002, 2006
- 1990, 1991, 1995, 2012, 2017

Puchar Rumunii:
- 2003